# Chó núi chăn gia súc Thụy Sĩ
Sennenhund, chó núi chăn gia súc Thụy Sĩ là một loại chó có nguồn gốc ở dãy núi Alps ở Thụy Sĩ. Các Sennenhund là chó trang trại của loại molosser nói chung. Có bốn giống Sennenhund, tất cả đều là chó tam thể. Trong khi hai loại lớn hơn trông có vẻ nặng nề và có tính cách trầm tĩnh, hai loại nhỏ hơn nhanh nhẹn hơn. Các giống dao động từ trung bình đến kích thước rất lớn. Tên Sennenhund là từ những người được gọi là Senn hoặc Senner, người chăn gia súc trên núi (thường là bò).

## Giống

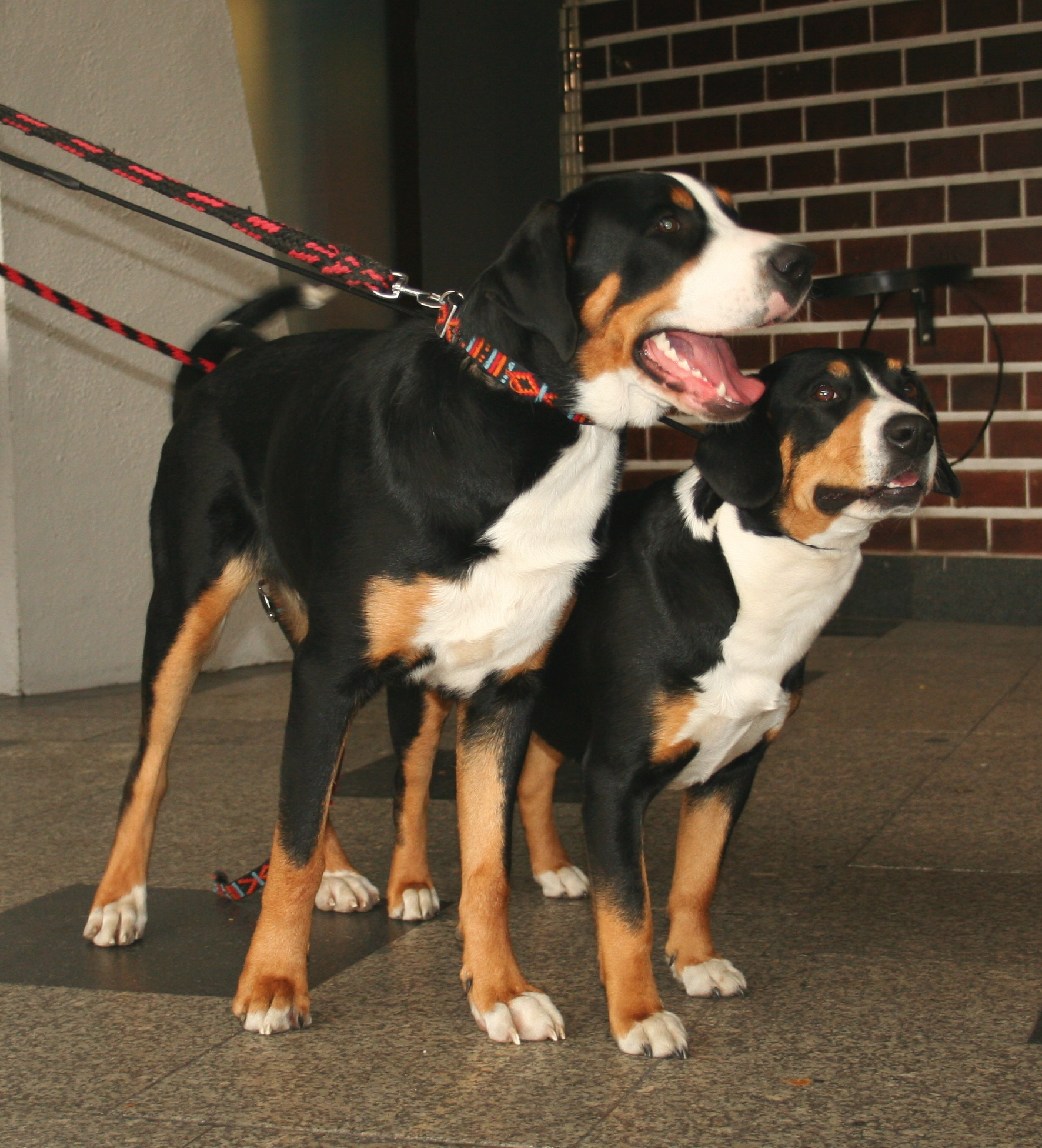
một con Chó lớn vùng núi Thụy Sĩ (trái) và một con Chó núi Entlebucher (phải)

Bảng này cho thấy kích thước tương đối của các giống.
| Giống                    | Chiều cao tới lưng      | Trọng lượng            |
| ------------------------ | ----------------------- | ---------------------- |
| Chó lớn vùng núi Thụy Sĩ | 23.5–28.5 in (60–72 cm) | 110–140 lb (50–70 kg)  |
| Chó núi Bern             | 23–27½ in (58–70 cm)    | 65–120 lb (29½–54½ kg) |
| Chó Appenzeller          | 18½–23 in (47–58 cm)    | 49–70 lb (22–32 kg)    |
| Chó núi Entlebucher      | 19–20 in (48–50 cm)     | 45–65 lb (20½–30 kg)   |

Bốn giống Sennenhund nổi tiếng tại Thụy Sĩ cũng như khắp Châu Âu. Ở Hoa Kỳ, Chó núi Bern trở nên hơi phổ biến, trong khi các giống khác được quảng cáo như giống hiếm cho những người tìm kiếm gia súc đặc biệt.